# Samuel Costa
Ne doit pas être confondu avec Samuel Costa (football, 2000).
Pour les articles homonymes, voir Costa.
Samuel Costa, né le 30 novembre 1992 à Bolzano, est un coureur du combiné nordique italien.

## Carrière
Samuel Costa fait ses débuts internationaux en 2009. Il obtient son premier podium aux Championnats du monde junior 2012, où il est médaillé d'argent à l'épreuve par équipes.
Il démarre en Coupe du monde en décembre 2012 puis a obtenu son premier podium en sprint par équipes avec Alessandro Pittin en décembre 2013. Il prend part aux Jeux olympiques d'hiver de 2014 à Sotchi, où il est trentième en individuel (petit tremplin). 
Au niveau individuel, en Coupe du monde, il obtient son premier top 10 en janvier 2014 à Tchaïkovski (7e). Il monte pour la première fois sur le podium en janvier 2017 à Seefeld où il enchaîne deux troisièmes places. Il contracte ensuite une blessure au genou qui perturbe sa préparation pour la saison suivante.
Aux Championnats du monde 2019, il signe son meilleur résultat individuel en mondial avec une douzième place au petit tremplin. Son meilleur résultat collectif est une quatrième place dans l'épreuve par équipes en 2015.
Le 24 août 2019, à Oberwiesenthal (Allemagne), lors du Grand Prix d'été, il remporte, aux côtés de Veronica Gianmoena, Annika Sieff et Alessandro Pittin, la toute première épreuve mixte par équipes de combiné jamais organisée. Il monte aussi sur deux podiums individuels sur la série du Grand Prix 2019.

## Palmarès

### Jeux olympiques
| Épreuve / Édition | Individuel     | Individuel     | Par équipes Grand tremplin |
| Épreuve / Édition | Petit tremplin | Grand tremplin | Par équipes Grand tremplin |
| JO 2014 Sotchi    | 30e            | -              | 8e                         |
| JO 2022 Pékin     | -              | 38e            | 9e                         |

### Championnats du monde
| Épreuve / Édition | Épreuve / Édition | Oslo 2011                        | Val di Fiemme 2013               | Falun 2015                       | Lahti 2017                       | Seefeld 2019                     | Oberstdorf 2021                  |
| Gundersen         | PT                | 47e                              |                                  | 22e                              | 30e                              | 12e                              | 20e                              |
| Gundersen         | GT                |                                  | 38e                              | 22e                              | 25e                              | 18e                              | -                                |
| Par équipes       | PT                |                                  |                                  | 4e                               | 6e                               | 7e                               | 7e                               |
| Par équipes       | GT                |                                  | Épreuve inexistante à cette date | Épreuve inexistante à cette date | Épreuve inexistante à cette date | Épreuve inexistante à cette date | Épreuve inexistante à cette date |
| Par équipes       | Sprint            | Épreuve inexistante à cette date |                                  | 5e                               | 6e                               |                                  | -                                |

### Coupe du monde
- Meilleur classement général : 14e en 2017.
- 2 podiums individuels.
- 2 podiums en sprint par équipes.

Palmarès au 24 mars 2021.

#### Différents classements en Coupe du monde
| Année     | Classement général final |
| 2013-2014 | 36e                      |
| 2014-2015 | 38e                      |
| 2015-2016 | 21e                      |
| 2016-2017 | 14e                      |
| 2018-2019 | 30e                      |
| 2019-2020 | 23e                      |
| 2020-2021 | 28e                      |
| 2021-2022 | 47e                      |
| 2022-2023 | 35e                      |

### Autres
Il remporte son premier titre de champion d'Italie en 2012.
Il est médaillé d'argent dans l'épreuve par équipe des Championnats du monde junior en 2012.